# Ecnomus seluk
Ecnomus seluk är en nattsländeart som beskrevs av Cartwright 1994. Ecnomus seluk ingår i släktet Ecnomus och familjen trattnattsländor. Inga underarter finns listade i Catalogue of Life.